# Йорданка Чангова
Йорданка Іванова Чангова — болгарська вчена, археолог, фахівець із середньовічної археології, яка керувала дослідженнями фортець Ловешка та Пернішка.

## Життєпис
Народилася 10 липня 1920 року в Свиштові. Вона є онукою Стамена Іванова Чангова, який був єдиним солдатом з Ботевграда в боях на Шипці. З 1941 по 1943 рр. викладала, з 1944 по 1950 рр. працювала на Військовій кіностудії. У 1948 році вона здобулаархеологічну спеціальність в Софійському університеті. У 1959 році проходила спеціалізацію в Ленінграді та Москві.
З 1950 року Йорданка була науковою співробітницею, а в 1962 році стала старшою науковою співробітницею Археологічного інституту з музеєм при Болгарській академії наук. Брала участь в археологічних розкопках Севтополіса в озері дамби «Копринка» (1950—1954), в місті «Кайлака» — Плевен, на Плісці, на південних укріпленнях при в'їзді в Несебр (1965—1966), постійна учасниця групи, що досліджувала Великий Преслав (1957—1973), відкрив ранньохристиянську тринавну базиліку біля села Ракітово. Вона керувала відкриттям середньовічних міст Пернік і Ловеч.
Померла 7 червня 2000 року в Софії.

## Публікації
Ловеч
- Чангова, Й. 2006. Ловеч — цитадель середньовічного міста 12-14 ст. Софія: Військове видавництво.

Перник
- Чангова, Й. 1963. Дослідження у фортеці Перник. Археологія, 5, № 3, 65 — 73.
- Чангова Я. 1968. Археологічні дослідження Пернішської фортеці. — Повідомлення Болгарського історичного товариства, кн. 26, 123—136.
- Чангова, Й. 1976. Середньовічний Перник. — Століття, № 4, 5 — 12.
- Чангова, Й. 1982. Будівництво та будівельні традиції в Пернику (VIII—XII ст.). — В: Болгарія 1300. Інституції та державна традиція. Т. П.С., 263—269.
- Чангова, Й. 1989. Середньовічне місто (фруріон) Перник. — В: Музейна справа в Пернішку. Резюме доповідей на конференцію, присвячену 60-річчю проголошення Перника містом. Софіївська, 5-9.
- Чангова, Й. та ін. 1981. Перник. Т. 1. Поселенське життя на горі Кракра з 5 тис. до н.е до 6 ст н. е.
- Чангова, Й. та ін. 1983. Перник. Т. 2. Фортеця VIII—XIV ст Софія
- Чангова, Й. та ін. 1992. Перник. Т. 3. Фортеця VIII—XIV ст Софія

Севтополіс
- Чангова, Й. 1972. Середньовічне поселення над фракійським містом Севтополіс, XI—XIV століття, Софія

Інші
- Чангова, Дж. 1975. До питання про структуру середньовічного болгарського міста (IX—XIV ст.).—В кн.: Архітектура Першої і Другої болгарських держав. Софія: БАН, 79 — 101.